# شانه‌موش بودین
شانه‌موش بودین (نام علمی: Ctenomys budini) نام یک گونه از سرده شانه‌موش است.